# Tallkottskaktus
Tallkottskaktus (Obregonia denegrii) är en suckulent i det monotypiska släktet Obregonia i familjen kaktusväxter, som förekommer endemiskt i den mexikanska delstaten Tamaulipas.  Arten såväl som släktet beskrevs av Alberto Vojtech Frič år 1925.
Släktet Obregonia bär namn efter den mexikanske presidenten Álvaro Obregón. Tallkottskaktusen är en av de närmaste nu levande släktingarna till suckulenten peyote (Lophophora williamsii).

## Utseende
Till sin form liknar kaktusen en kotte av tall, precis som det svenska namnet antyder. Utseendet påminner också om kronärtskockans ätliga blomknopp, varför arten kallas artichoke cactus ('kronärtskockskaktus') på engelska.

## Referenser

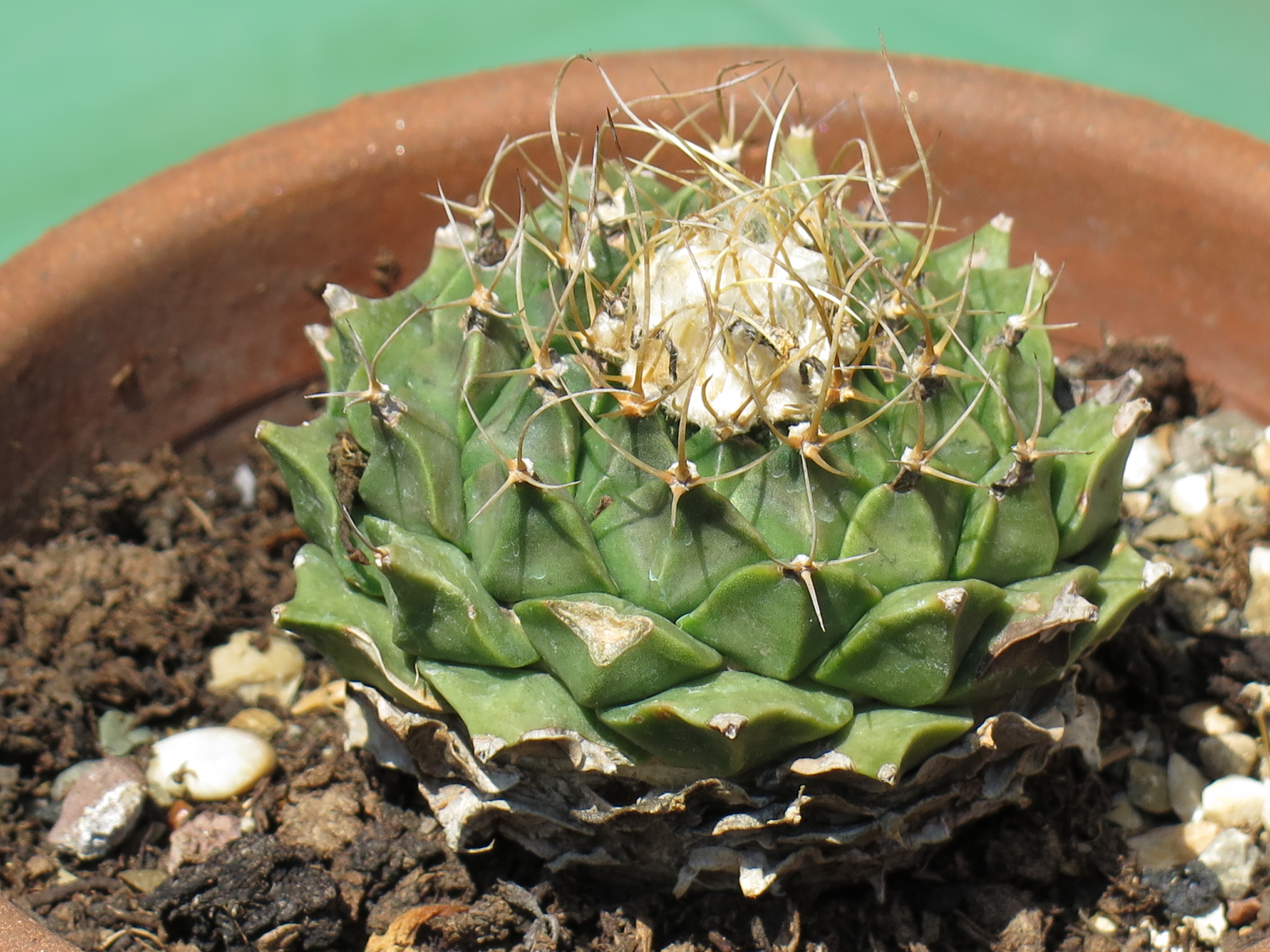

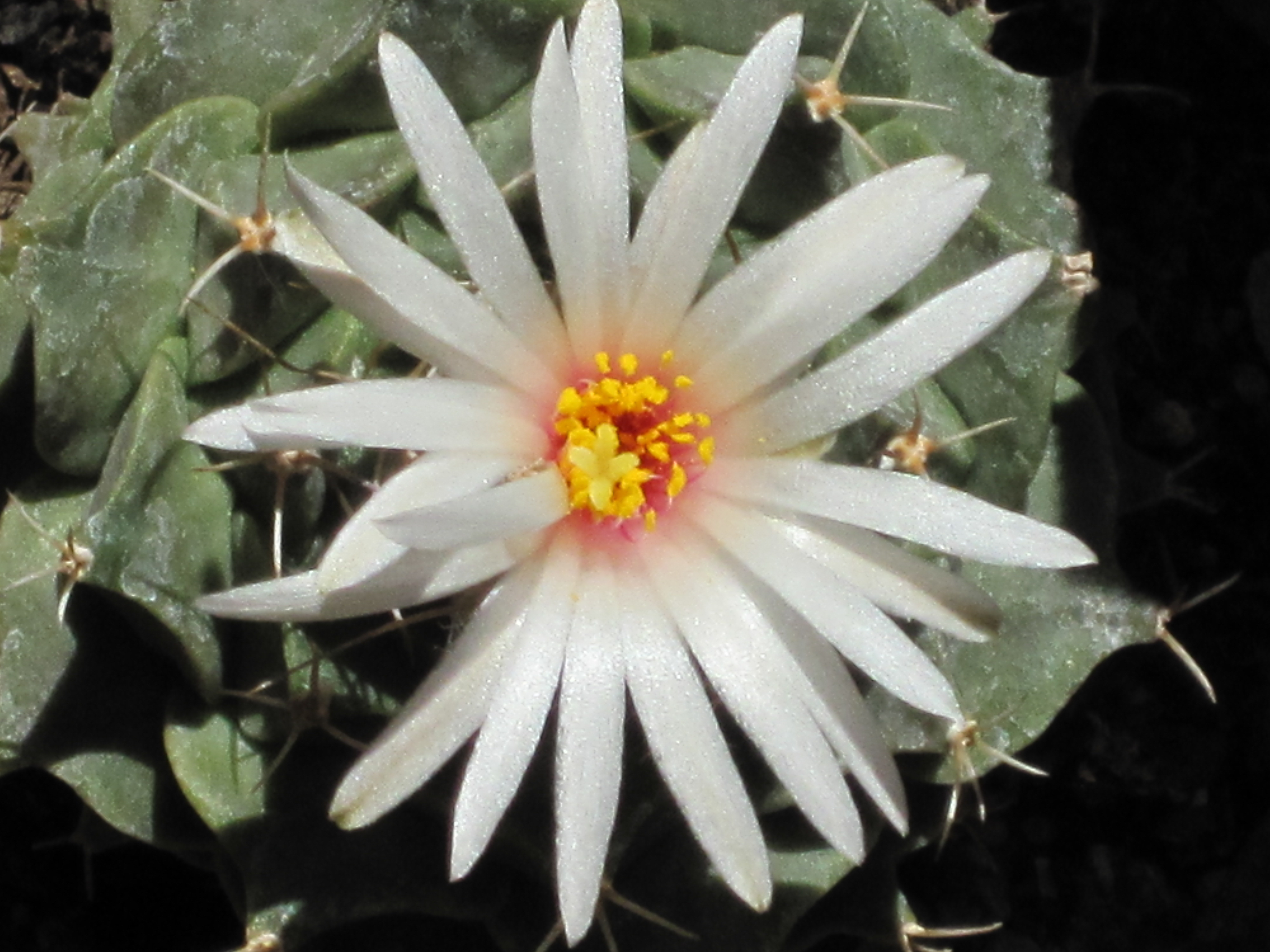
Blomma

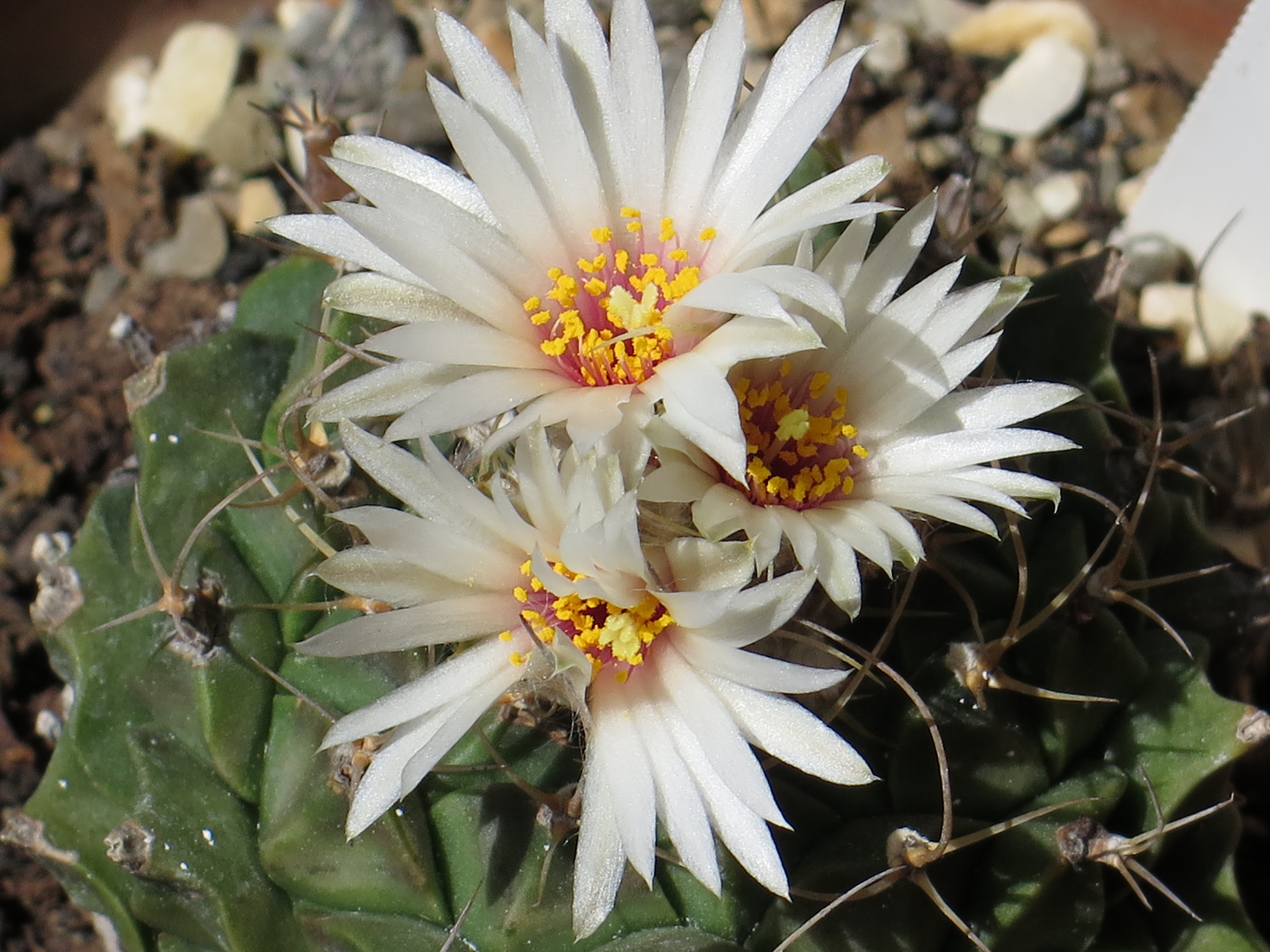